# Акулово (Алтайский край)
Аку́лово — село в Первомайском районе Алтайского края России. Административный центр Акуловского сельсовета.

## География
Село расположено в северо-восточной части Алтайского края. По территории села протекает река Чумыш, имеется множество ручьев. Почва — чернозём, есть пашни, луга, и леса. Растёт кустарник, береза, сосна, осина, тополь, встречаются лоси, волки, зайцы, бобры и дикие кабаны.
Уличная сеть
В селе шесть улиц: Береговая, Гагарина, им. Ленина, Молодёжная улица, Новая и Озерная.
Расстояние до
- районного центра Новоалтайск 57 км.
- областного центра Барнаул 65 км.

Ближайшие населённые пункты
Шадринцево 4 км, Пурысево 5 км, Видоново 7 км, Старокрайчиково 7 км, Северный 9 км.
Климат
Климат села соответствует Первомайскому району: резко континентальный. Жаркое лето, когда температура может подниматься до +30° С и морозная зима, с понижением температур до минус 30°С.

## История
Первые поселенцы появились на берегу реки Чумыш, протекающей через село, ещё в 1736 году. Позже места, богатые дичью, приглянулись и другим крестьянам, их стали обживать. Одно из поселений было названо Охотское, так как основным занятием селян была охота. Датой основания села считается 1963 год. В конце XIX века село переименовывают в Акулово, по фамилии многочисленного семейства Акуловых, проживавших в нём.
В досоветское время в селе жили натуральным хозяйством, на территории села стояли две ветряные мельницы, каждая семья имела пахотный надел. В первые годы после гражданской войны образовались две коммуны в 1920 и 1927 годах. В 1930 году в селе работал колхоз «Новый быт», позже разделившийся на три хозяйства: «Буденный», «Тельман» и «Красный партизан».
В августе 1920 года село входит в состав Акуловского (Окуловского) сельсовета, Окуловской волости Барнаульского уезда Алтайской губернии. После Великой Отечественной войны три колхоза вновь объединяются в один — «Новый быт». В 1957 году колхоз преобразован в совхоз Белоярский", в 1967 году его переименовывается в «Пурысевский колхоз». Позже, в 1994 году, он становится ТОО «Акуловское».

## Население
| 1926 | 1997 | 1998 | 1999 | 2000 | 2001 |
| ---- | ---- | ---- | ---- | ---- | ---- |
| 1728 | ↘796 | ↘782 | ↘768 | ↗780 | ↗782 |
| 2002 | 2003 | 2004 | 2005 | 2006 | 2007 |
| ↘741 | ↘704 | ↗735 | ↗757 | ↗771 | ↗801 |
| 2008 | 2009 | 2010 | 2011 | 2012 | 2013 |
| ↗806 | ↘785 | ↘773 | →773 | ↘746 | ↘731 |

Национальный состав
Согласно результатам переписи 2002 года, в национальной структуре населения русские составляли 97 %.

## Инфраструктура
В 1930 году была открыта начальная школа, сначала располагавшаяся в обычном доме, в 1931 году построили новую школу, в которую школьники ходили до 1982 года, позже было построено типовое здание, где и сегодня находится Акуловская средняя общеобразовательная школа. В селе работают: Акуловский фельдшерско-акушерский пункт, детский сад, Дом культуры, почтовое отделение связи, пожарная часть, кирпичный завод, ООО «Акуловское», занимающееся производством кормов для животных.
Транспорт
Работает автобусное сообщение связывающее село с райцентром и областным центром.

## Достопримечательности
В Акулово ежегодно проходит музыкальный фестиваль в стиле «шансон», который организует Евгений Росс, так как это малая родина музыканта. Событие привлекает туристов и имеет благотворительную цель: часть сборов идёт на восстановление Храма Воскресения в селе